# Odynerus succinctus
Odynerus succinctus är en stekelart som beskrevs av Henri Saussure. Odynerus succinctus ingår i släktet lergetingar, och familjen Eumenidae. Inga underarter finns listade i Catalogue of Life.